# Posušje
Posušje (en cyrillique : Посушје) est une ville et une municipalité de Bosnie-Herzégovine située dans le canton de l'Herzégovine de l'Ouest et dans la fédération de Bosnie-et-Herzégovine. Selon les premiers résultats du recensement bosnien de 2013, la ville intra muros compte 6 386 habitants et la municipalité 20 698.

## Géographie
Posušje est une ville du sud-ouest de la Bosnie-Herzégovine située sur le plateau du poljé de Posušje. La municipalité s'étend sur une superficie totale d'environ 460 km2. Plus des deux tiers du territoire municipal est constitué de montagnes qui offrent des paysages karstiques et des zones très densément boisées et qui atteignent 2 298 m d'altitude au mont Čvrsnica.

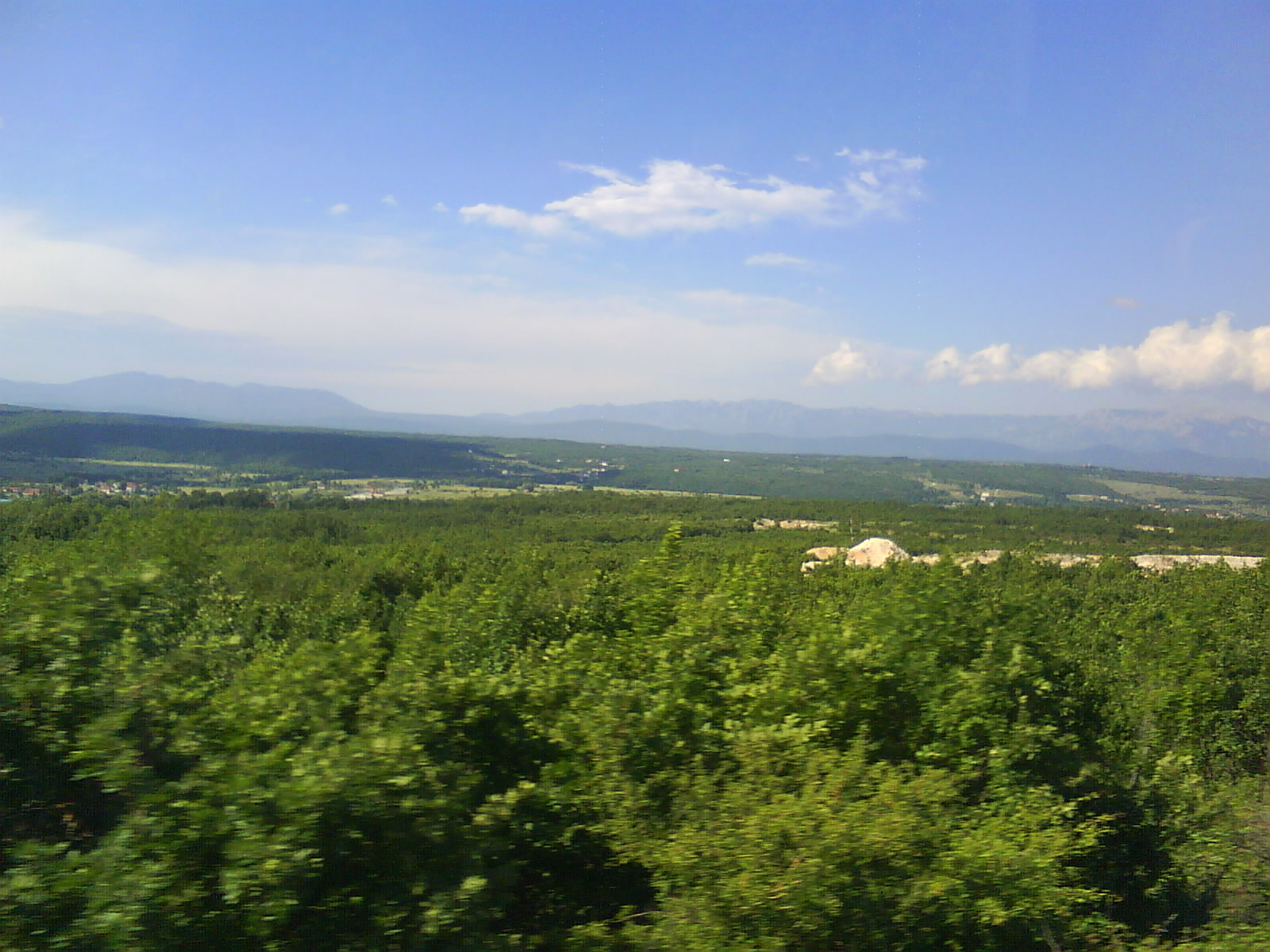
Vue du poljé de Posušje

Au nord de la municipalité se trouve un parc naturel, où se trouve notamment le lac de Blidinje (Blidinje jezero), un lac glaciaire situé à 1 184 m d'altitude.

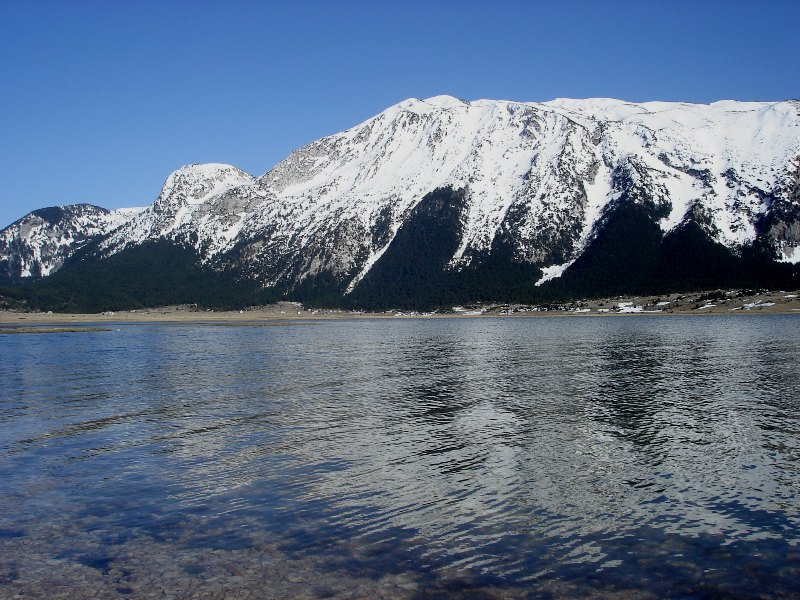
Le lac de Blidinje

La municipalité de Posušje est entourée par celles de Tomislavgrad au nord-ouest, Jablanica au nord, Široki Brijeg à l'est, Grude au sud et Imotski à l'ouest, cette dernière municipalité se trouvant en Croatie dans le comitat de Split-Dalmatie.

## Climat
Posušje jouit d'un climat tempéré, avec une température moyenne annuelle de 10,9 °C ; juillet est le mois le plus chaud de l'année, avec une moyenne de 20,4 °C. Le mois le plus froid est janvier avec une moyenne de 1,5 °C. La moyenne des précipitations annuelles est de 1 136 mm/m2, avec les précipitations mensuelles les plus faibles en juillet et les plus élevées en novembre.
| Mois                                 | Janv | Fév  | Mars | Avr  | Mai  | Juin | Juil | Août | Sept | Oct  | Nov  | Déc | Année |
| ------------------------------------ | ---- | ---- | ---- | ---- | ---- | ---- | ---- | ---- | ---- | ---- | ---- | --- | ----- |
| Températures maximales moyennes (°C) | 4,1  | 6,2  | 9,9  | 14,1 | 19,3 | 23,0 | 25,9 | 25,5 | 21,5 | 15,7 | 10,1 | 5,7 |       |
| Températures moyennes (°C)           | 1,5  | 3,0  | 5,9  | 9,6  | 14,3 | 17,9 | 20,4 | 20,0 | 16,4 | 11,6 | 7,1  | 3,1 | 10,9  |
| Températures minimales moyennes (°C) | -1,0 | -0,2 | 2,0  | 5,2  | 9,4  | 12,9 | 15,0 | 14,6 | 11,4 | 7,6  | 4,1  | 0,6 |       |
| Précipitations moyennes (mm)         | 100  | 98   | 88   | 89   | 79   | 78   | 55   | 62   | 79   | 107  | 151  | 150 | 1136  |

## Histoire
La région de Posušje est d'abord habitée par les Illyriens, puis les Croates s'y installent au VIIIe siècle. La ville elle-même est mentionnée pour la première fois en 1378, au moment où la Croatie est unie à la Hongrie. Peu après, elle est rattachée au royaume de Bosnie. L'invasion ottomane de la Bosnie commence en 1463 et, vers 1493, Posušje passe sous le contrôle des Ottomans. Cette présence turque dure jusqu'en 1878 et, à la suite du congrès de Berlin, Posušje et sa région passent sous le contrôle de l'Empire austro-hongrois. Après la Première Guerre mondiale, la ville fait partie du royaume des Serbes, Croates et Slovènes qui, en 1929, devient le royaume de Yougoslavie ; Posušje fait alors partie d'une province appelée la « banovine du Littoral » puis, en 1939, elle est intégrée à la banovine de Croatie nouvellement créée. De 1941 à 1945, la ville fait partie de l'État indépendant de Croatie et, après la Seconde Guerre mondiale, elle fait partie de la république socialiste de Bosnie-Herzégovine, au sein de la république fédérative socialiste de Yougoslavie.

## Localités

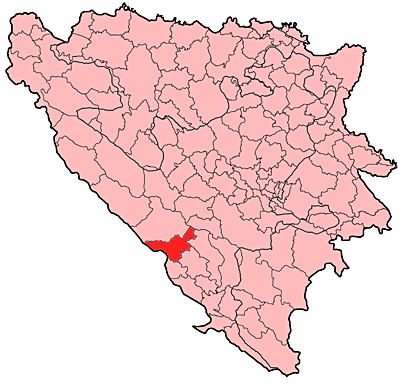
Localisation de la municipalité de Posušje en Bosnie-Herzégovine

La municipalité de Posušje compte 20 localités :
| - Bare - Batin - Broćanac - Čitluk - Gradac - Konjsko - Masna Luka - Osoje - Podbila - Poklečani | - Posušje - Rastovača - Sutina - Tribistovo - Vinjani - Vir - Vrpolje - Vučipolje - Zagorje - Zavelim |

## Démographie

### Villeintra muros

#### Évolution historique de la population dans la villeintra muros
| 1948 | 1953 | 1961  | 1971  | 1981  | 1991  | 2013  |
| ---- | ---- | ----- | ----- | ----- | ----- | ----- |
| -    | -    | 1 436 | 1 629 | 2 738 | 3 913 | 6 386 |

|  |

### Municipalité

#### Évolution historique de la population dans la municipalité
| 1961   | 1971   | 1981   | 1991   | 2013   |
| ------ | ------ | ------ | ------ | ------ |
| 15 847 | 16 882 | 16 455 | 17 134 | 20 698 |

#### Répartition de la population par nationalités dans la municipalité (1991)
En 1991, sur un total de 17 134 habitants, la population se répartissait de la manière suivante :

## Politique
À la suite des élections locales de 2012, les 21 sièges de l'assemblée municipale se répartissaient de la manière suivante :
| Parti                                                          | Sièges |
| -------------------------------------------------------------- | ------ |
| Union démocratique croate de Bosnie-Herzégovine (HDZ BiH)      | 9      |
| Parti croate du Droit (HSP BiH)                                | 5      |
| Union démocratique croate 1990 (HDZ 1990)                      | 3      |
| Parti paysan croate (HSS)                                      | 1      |
| Parti populaire de l'amélioration par le travail (Za boljitak) | 1      |
| Alliance démocratique croate de Bosnie-Herzégovine (HDU BiH)   | 1      |
| Parti croate du Droit de Herceg Bosna (HSP HB)                 | 1      |

Branko Bago, membre de l'Union démocratique croate de Bosnie-Herzégovine (HDZ BiH), a été élu maire de la municipalité,.

## Sport
Posušje possède un club de football, le HNK Posušje.

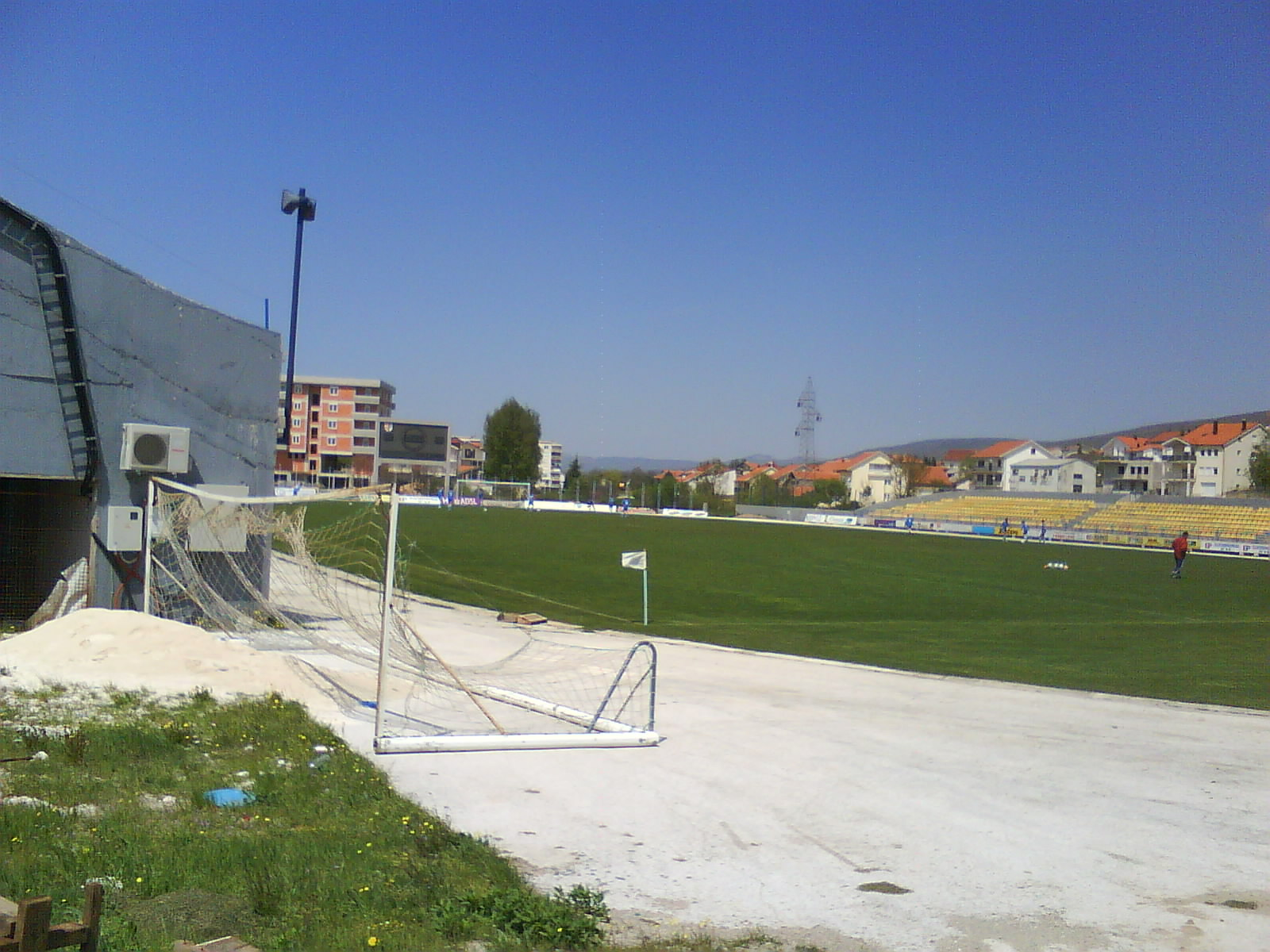
Le stade Mokri Dolac

## Tourisme

### Nature

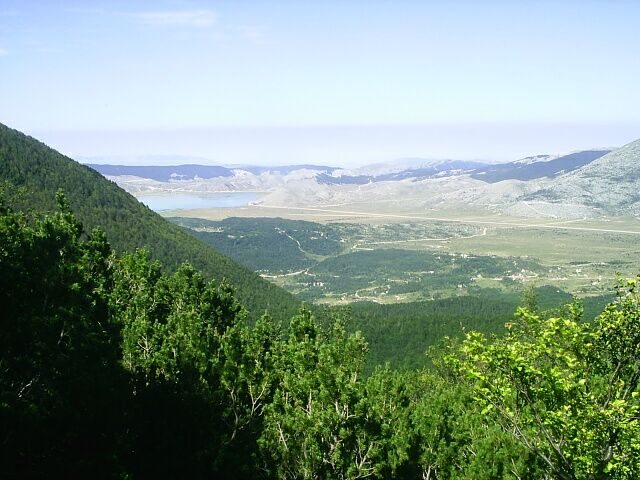
Vue du poljé de Blidinje

Le parc naturel de Blidinje, créé en 1995, s'étend en partie sur le territoire de la municipalité, les autres municipalités concernées étant celles de Jablanica et de Tomislavgrad. Il est situé entre les monts Čvrsnica et Vran, avec une vallée résultant de la fonte d'une zone glaciaire.
Parmi les sites les plus importants du parc figurent le lac de Blidinje, qui est inscrit sur la liste des monuments naturels géo-morphologiques du pays et la réserve forestière de Masna Luka, créée en 1966.

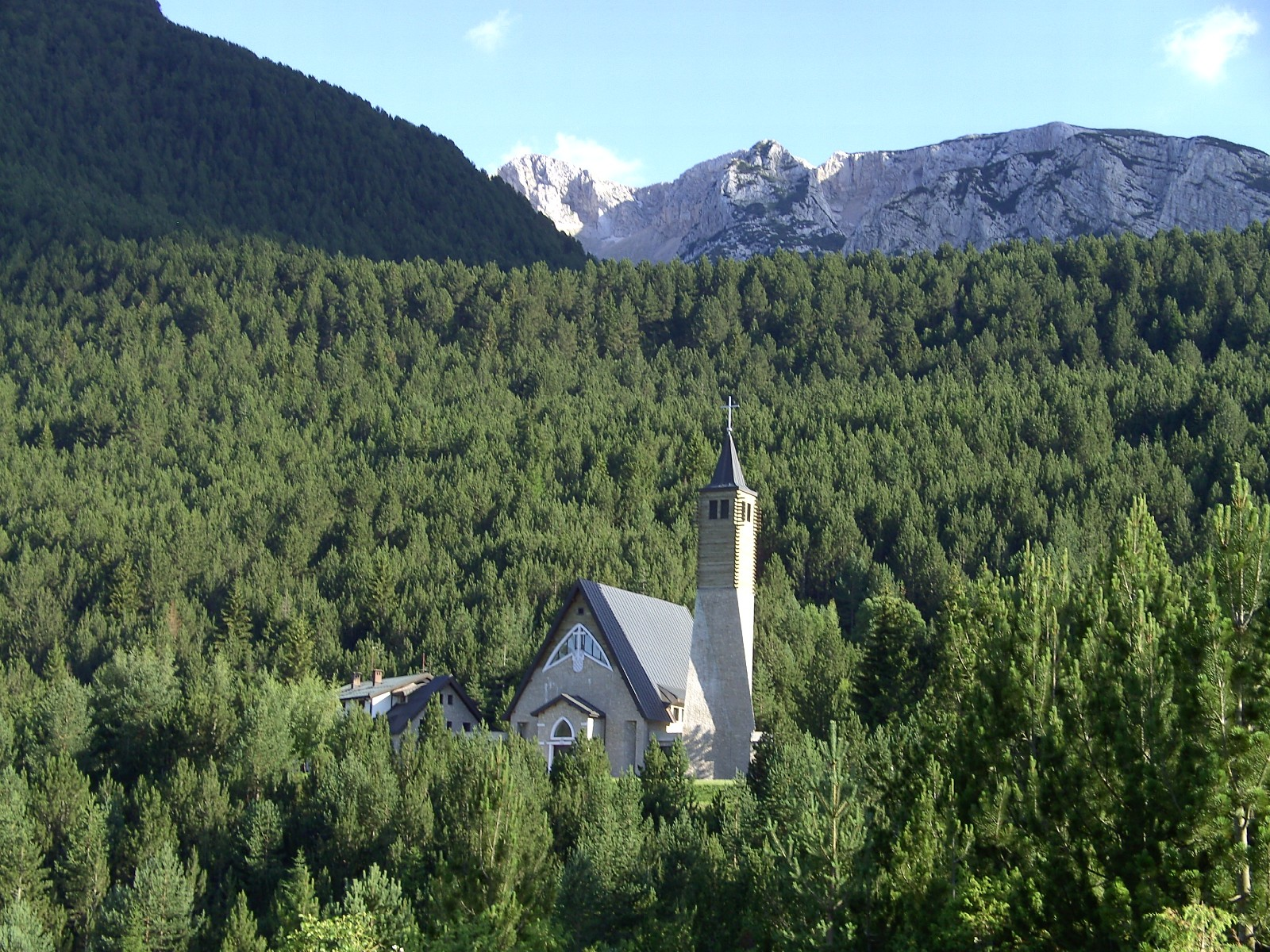
Vue de la réserve forestière de Masna Luka

### Monuments culturels
La nécropole de Donje Bare, située sur le territoire du village Bare, abrite 26 stećci, un type particulier de tombes médiévales ; cet ensemble est inscrit sur la liste des monuments nationaux Bosnie-Herzégovine.

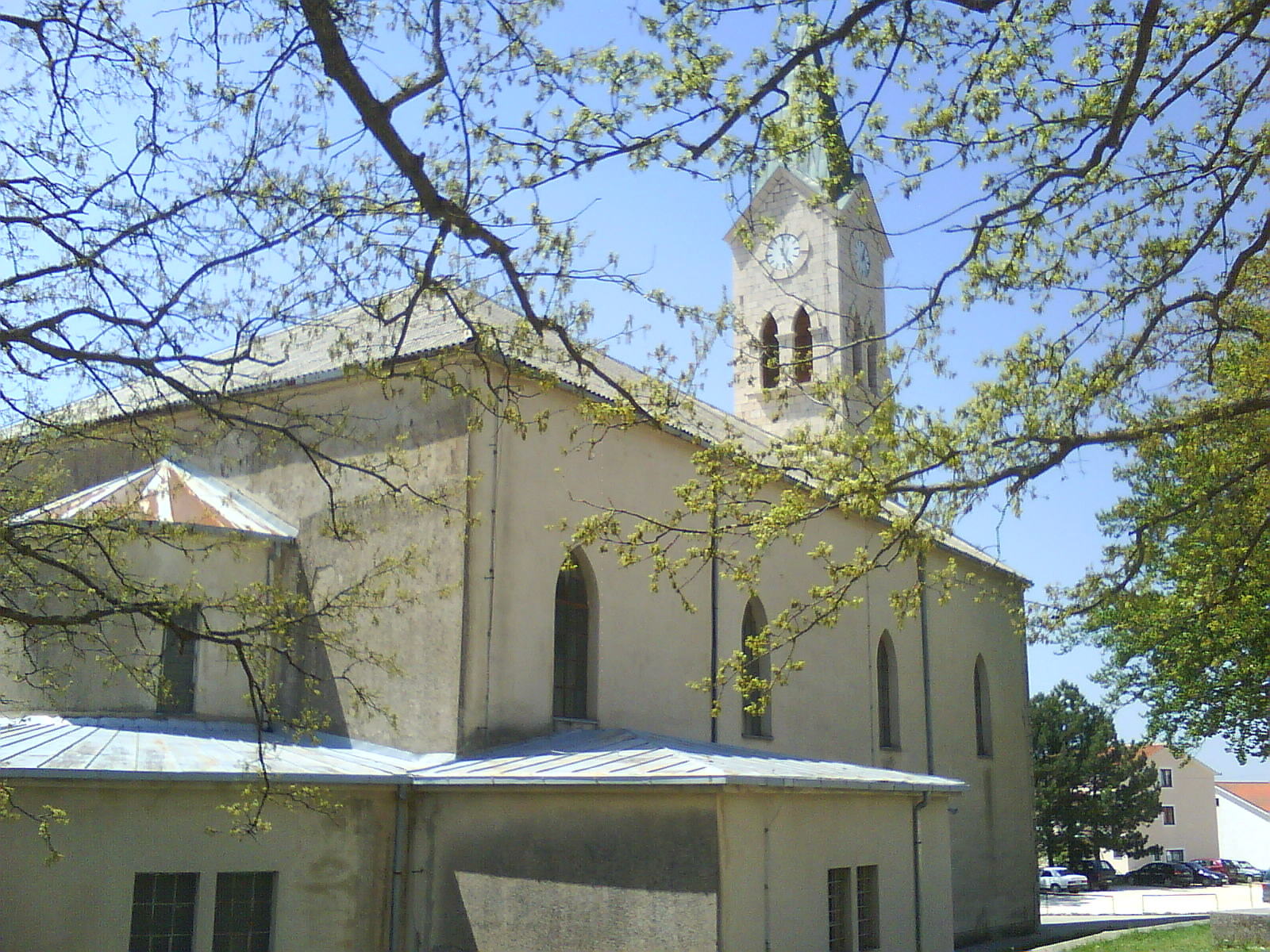
L'église de l'Immaculée-Conception de Posušje
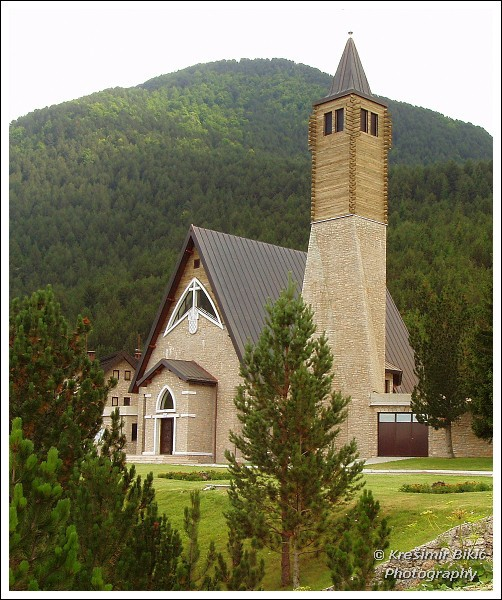
L'église Saint-Élie de Masna Luka

## Personnalités
- Grgo Martić (1822-1905), écrivain
- Ljubo Ćesić Rojs (né en 1958), général et homme politique croate
- Darko Ćurdo (1944-2003)